# Vitus Büscher
Vitus Büscher (* 1602 in Bühne, Harzvorland; † 27. April 1666 in Quakenbrück) war ein deutscher evangelischer Theologe. Er war Kirchenvorsteher des Dekanats Vörden, Superintendent in Quakenbrück und dort der erste feste evangelische Pfarrer nach der Zeit der Glaubenskämpfe.

## Leben
1637 begann Büscher sein Studium an der Universität Helmstedt, 1643 wurde er Hausprediger auf Schloss Ippenburg, 1645 bis 1647 war er schwedischer Hofprediger und Dechant des Dekanats Vörden und ab 1647 wurde er auf Weisung des schwedischen Administrators Gustav Gustavson, Graf von Wasaburg, Pastor in Quakenbrück mit dem Auftrag, die Gegenreformation zurückzudrängen und den evangelischen Glauben in der Region zu festigen.
Büscher ließ sich in Quakenbrück nieder und baute sich ein Haus, das an die Hohe Pforte angelehnt war (und 1925 abbrannte).
Büscher hatte mit seiner Mission Erfolg: In kurzer Zeit kehrten die meisten Bürger zum Protestantismus zurück. Nach zeitgenössischen Aufzeichnungen wurden schließlich nur noch 105 Personen gezählt, die katholisch blieben. Büscher oblag auch die Neugestaltung des Schulwesens, die er in den Jahren 1647 bis 1651 durchgeführte. 1651 wurde er geistliches Mitglied des Konsistoriums in Osnabrück.
Der katholische Bischof Franz Wilhelm von Wartenberg, Landesherr in Osnabrück, beauftragte 1650 den Franziskanerorden, sich in Quakenbrück niederzulassen und die Seelsorge (cura animarum) der wenigen verbliebenen Katholiken zu übernehmen.
Erst 1651 endete durch das Nachspiel der Einquartierungen auch für Quakenbrück der Dreißigjährige Krieg. Im selben Jahr fanden Aufteilungsverhandlungen statt, die Büscher auf evangelischer Seite führte, was ihn zu einem der einflussreichsten protestantischen Prediger des Hochstifts Osnabrück machte. Die Teilnehmer der Verhandlungen verabschiedeten schließlich die „Capitulatio perpetua Osnabrugensis“ (Immerwährenden Kapitulation), wonach die Güter des Stiftskapitels unter den beiden Konfessionen aufgeteilt wurden. Der katholischen Seite fielen unter anderem das ehemalige Dekanats- und das Vikariatshaus samt Grundstück zu, die aber von der evangelischen Seite für 762 Reichstaler sofort zurückgekauft wurden. Die katholische Pfarrgemeinde wiederum verwendete diesen Verkaufserlös für den Kauf eines Grundstücks am Marktplatz samt darauf befindlicher Ruine eines ehemaligen Burgmannshofes mit dazugehörigem Wehrturm, auf dem die neue, 1696 eingeweihte katholische Marienkirche errichtet wurde.
1662 stellte Büscher in seiner Funktion als Superintendent die „Geistliche Policey-Ordnung des Stifts Oßnabrück betreffend“ auf, die den genauen Zustand der Kirche im Jahr 1662 schildert. Diese Schrift zählt zu den wichtigsten Quellen für die kirchlichen Verhältnisse der Jahre nach dem Dreißigjährigen Krieg, da sie im Gegensatz zum Visitationsprotokoll des Albert Lucenius von 1624/25 und zum „Urteil des Weihbischofs Otto von Bronkhorst über die kirchlichen Verhältnisse des Hochstifts Osnabrück“ von 1696 steht, die einen ausgesprochen katholischen Standpunkt vertraten.
Büschers Epitaph befindet sich in der Quakenbrücker Sylvesterkirche.